# Sarcococca ruscifolia
Sarcococca ruscifolia är en buxbomsväxtart som beskrevs av Otto Stapf. Sarcococca ruscifolia ingår i släktet Sarcococca och familjen buxbomsväxter. Inga underarter finns listade i Catalogue of Life.

## Bildgalleri

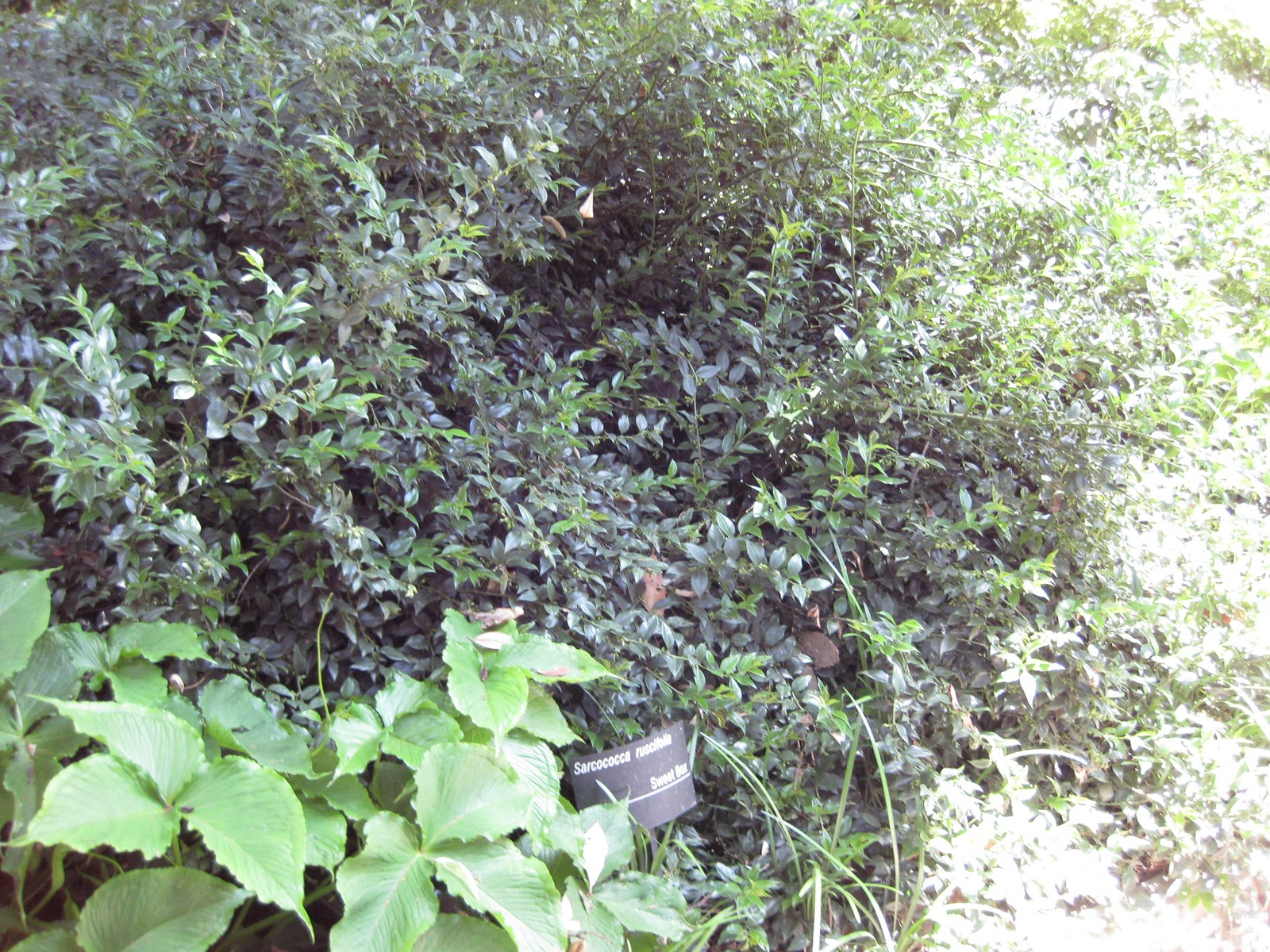
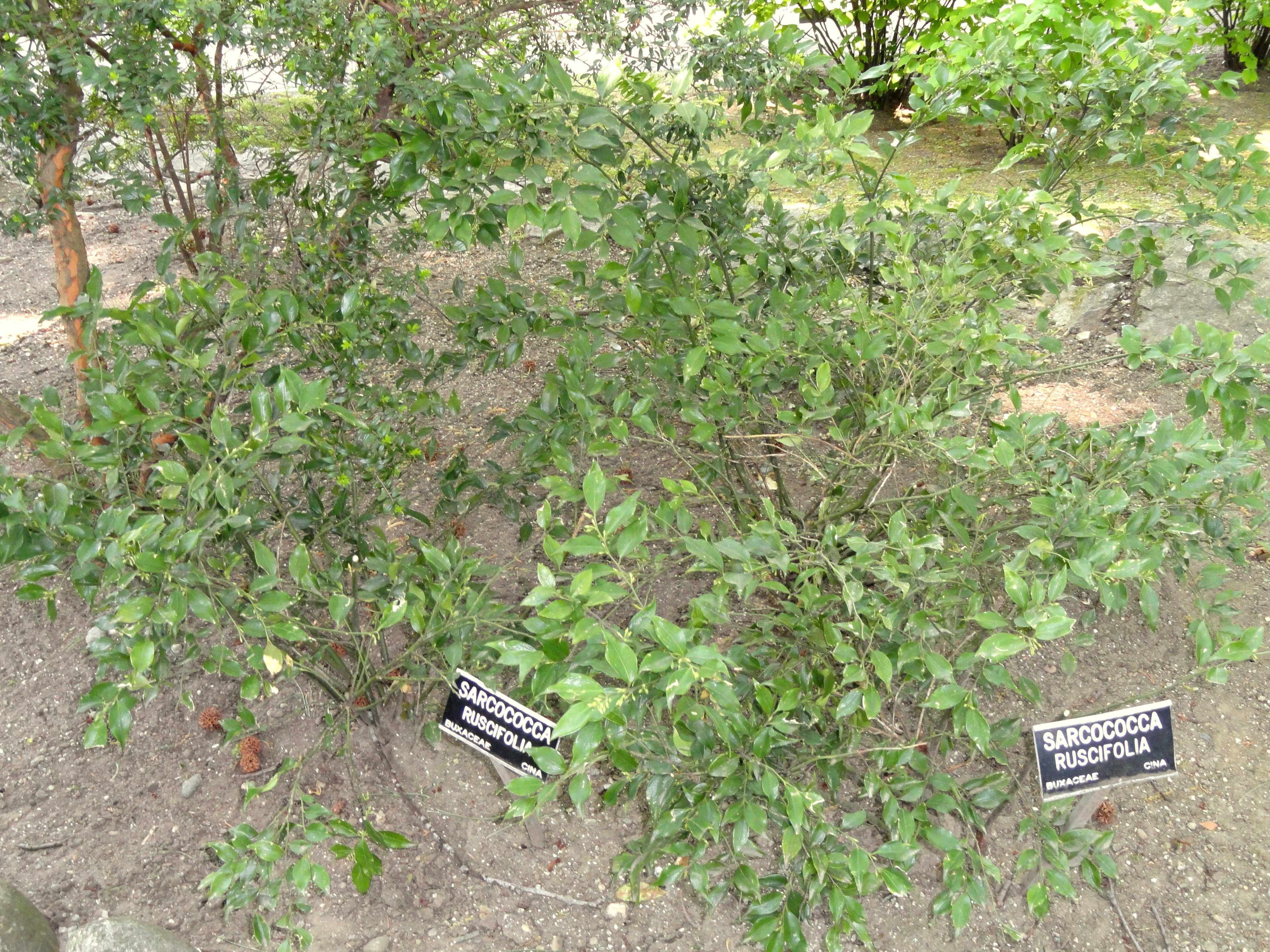
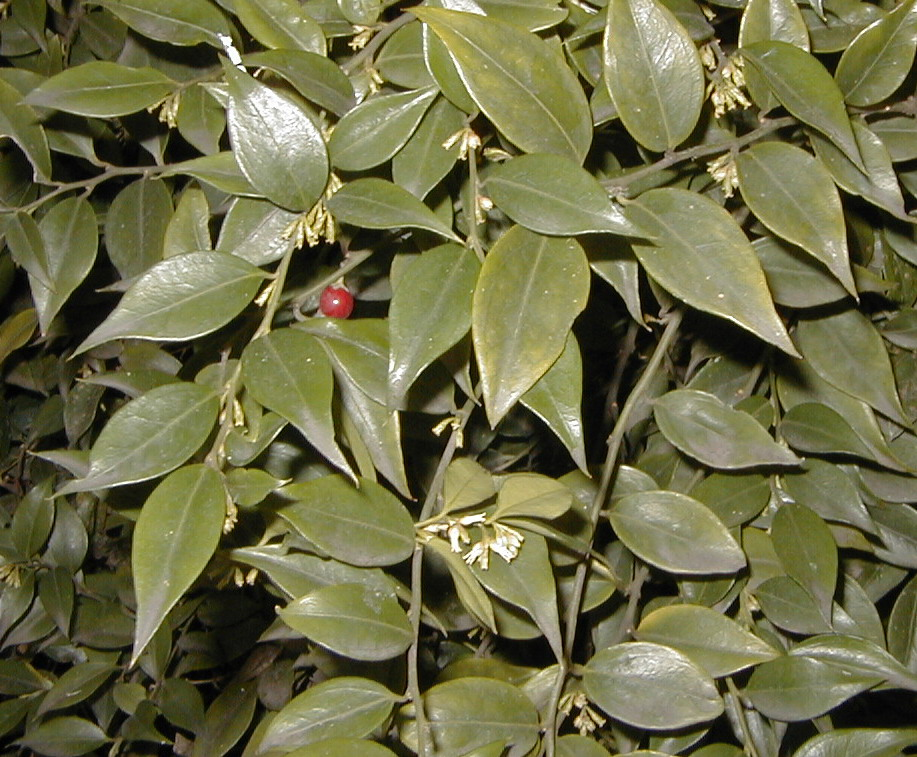